# Кампродон (Жирона)
Кампродон (исп. Camprodón, кат. Camprodon) — муниципалитет в Испании, входит в провинцию Жирона в составе автономного сообщества Каталония. Муниципалитет находится в составе района (комарки) Рипольес. Занимает площадь 103,4 км². Население — 2479 человек (на 2010 год). За последние века население менялось незначительно: от 1713 человек в 1717 году, до 2298 в 2020. Расстояние до административного центра провинции — 75 км.
Начиная с XIX века Кампродон служит местом отдыха богатых барселонцев, а в наше время посещается и иностранными туристами. Среди достопримечательностей Кампродона — романский монастырь Сан-Педро X века, так называемый «Новый мост» 12 века через реку Тер, музей композитора Исаака Альбениса, старинная средневековая застройка.
Кампродон первоначально возник как торговое поселение у ворот монастыря Сан-Педро. Святым покровителем города считается святой Палладий Эмбурнский (en:Palladius of Embrun). Вблизи Кампродона находился центр Каталонского землетрясения 1248 года.
В современный муниципалитет Кампродон, помимо собственно Кампродона, входят также несколько соседних поселений меньшего размера, в которых также имеются достопримечательности — старинные церкви и жилые здания.

## Галерея

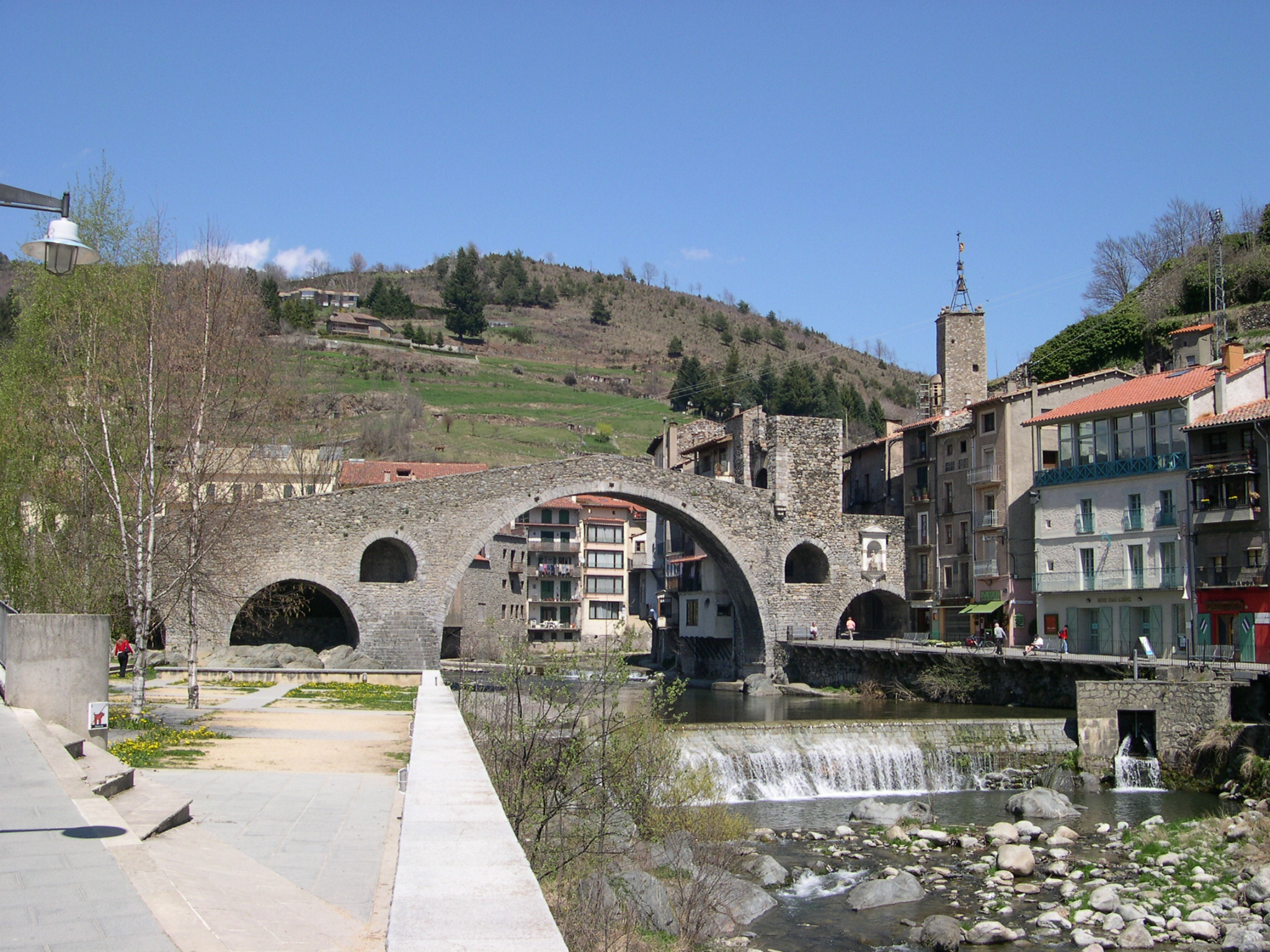
Новый мост
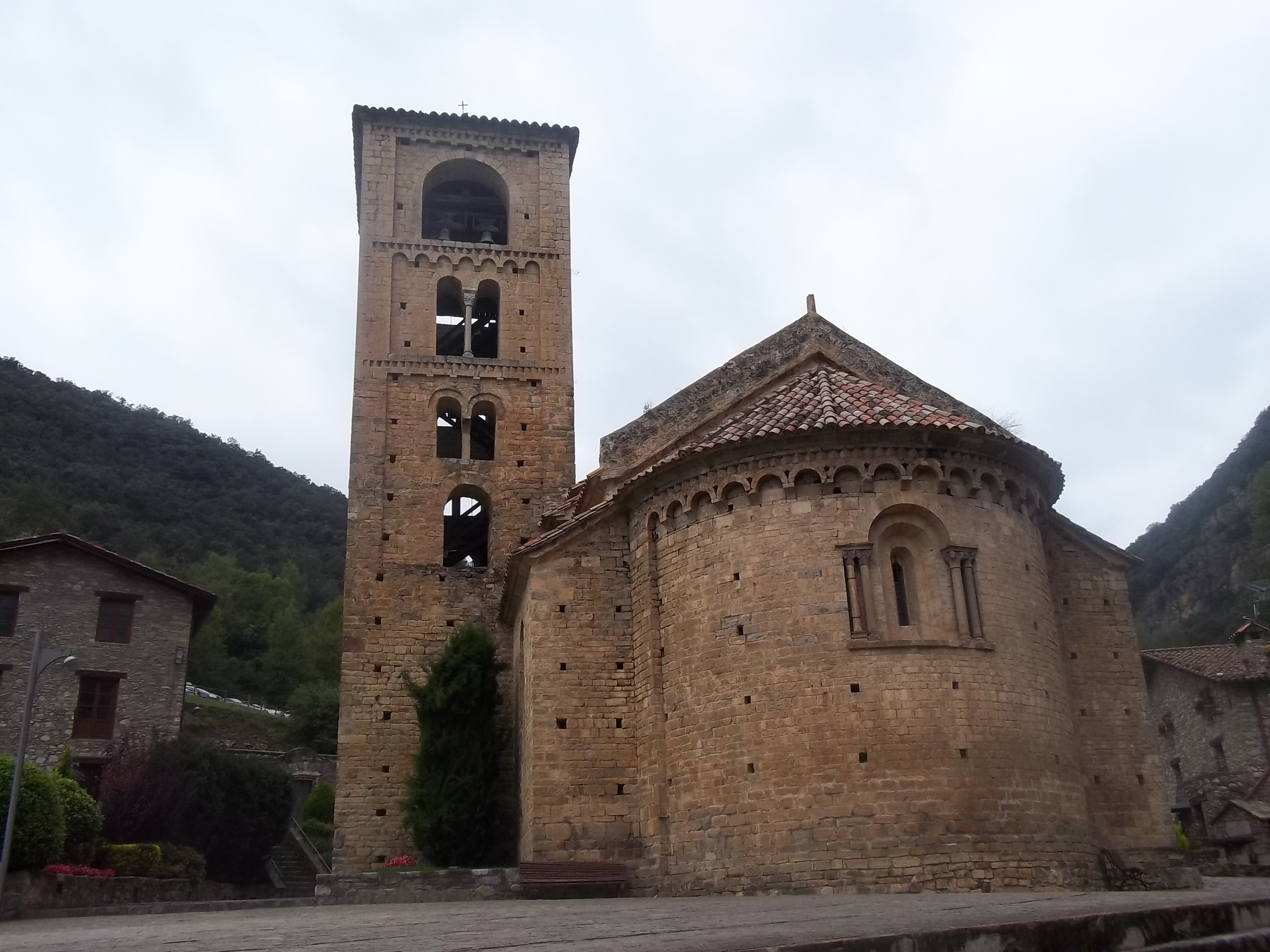
Романский храм святого Христофора. Поселение Бегет в составе муниципалитета Кампродон.
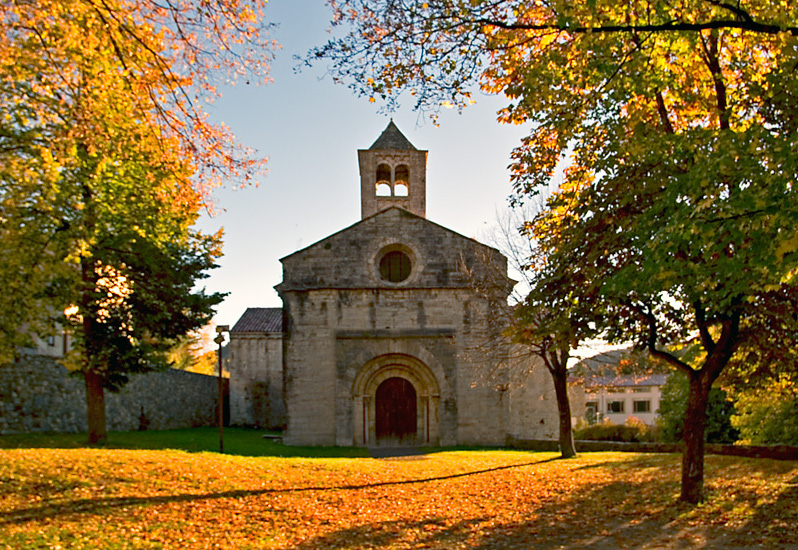
Романский монастырь Сан-Педро (Святого Петра) осенью.
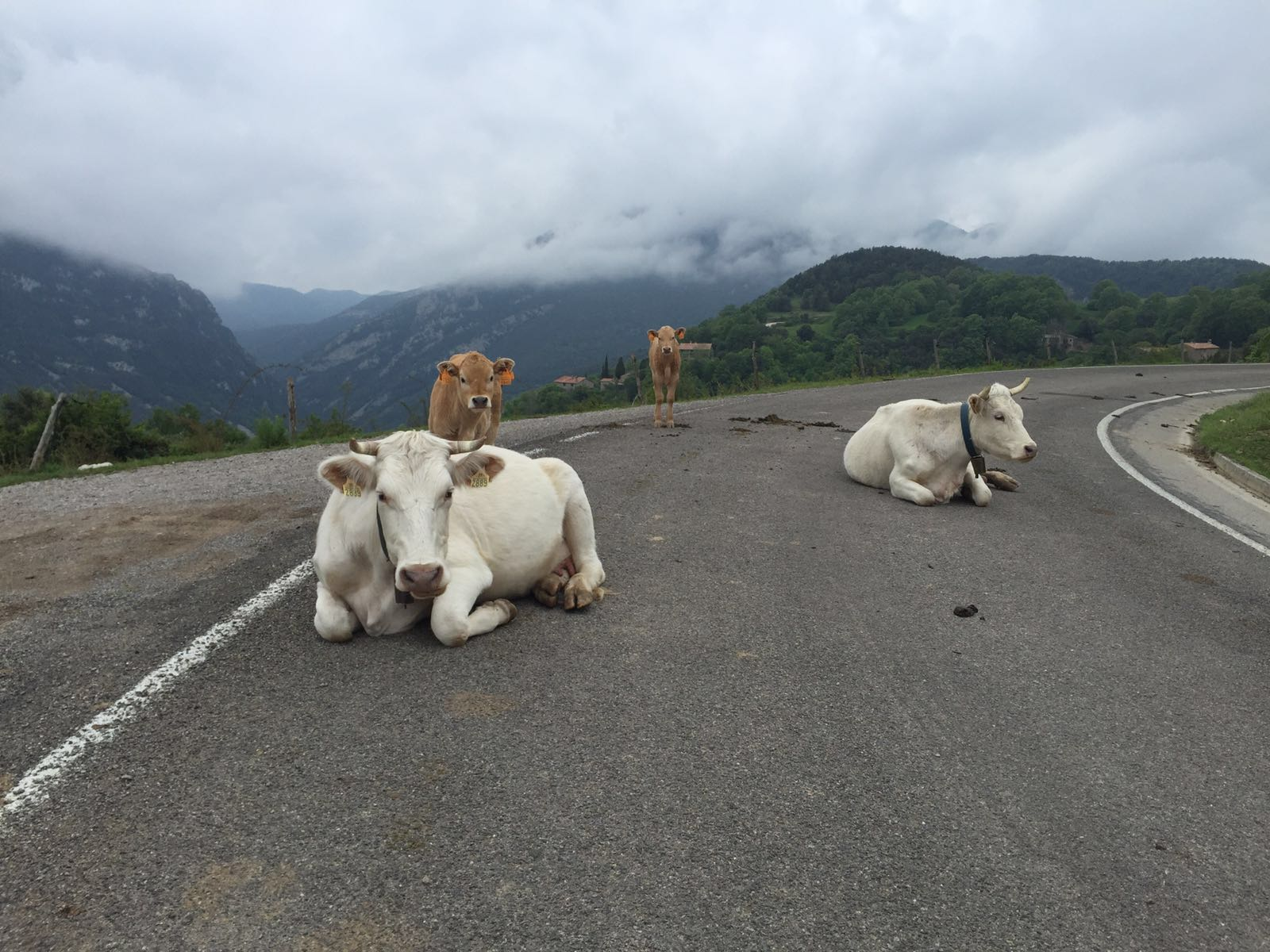
Коровы на дороге.
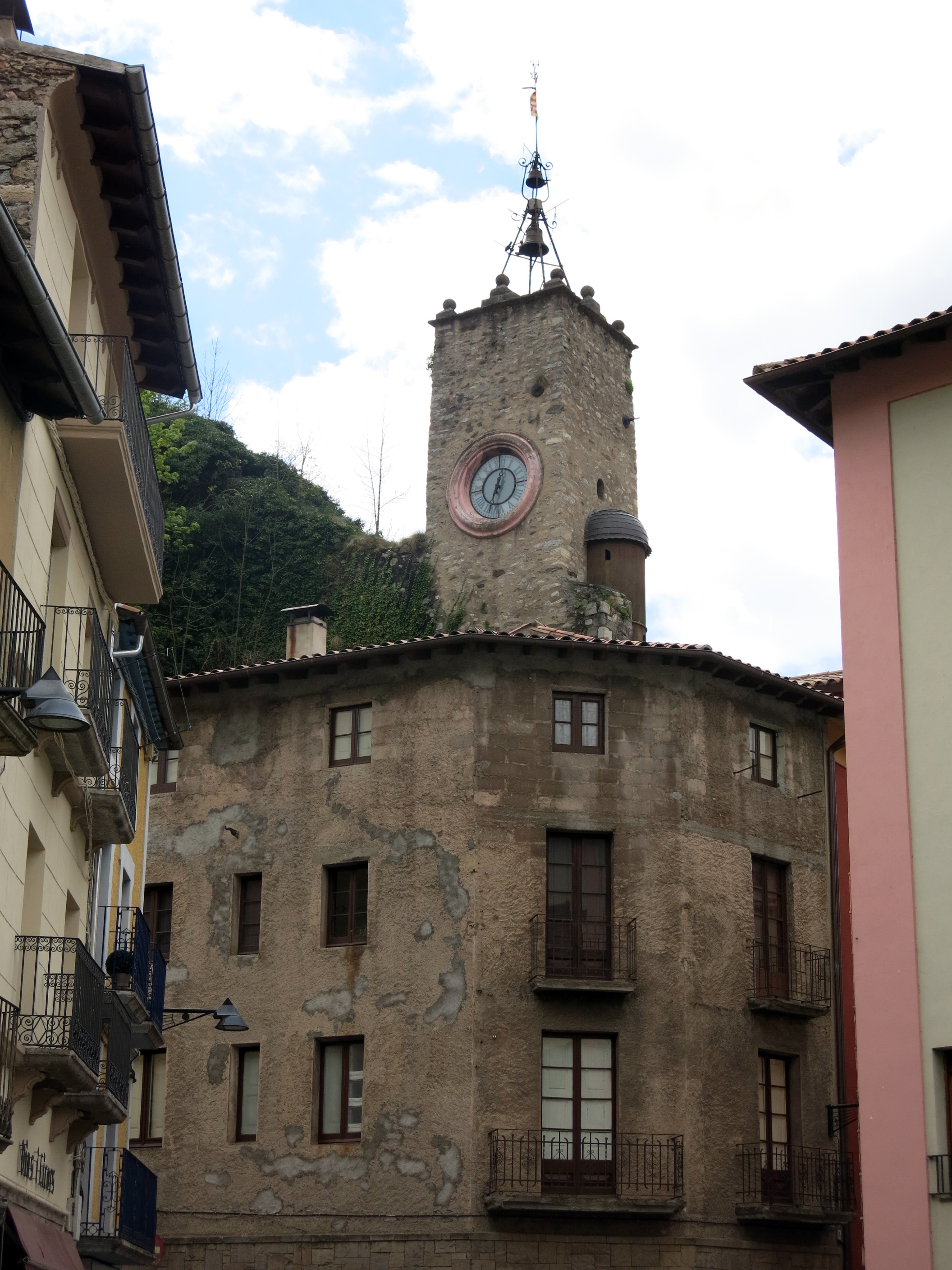
Старинная часовая башня.
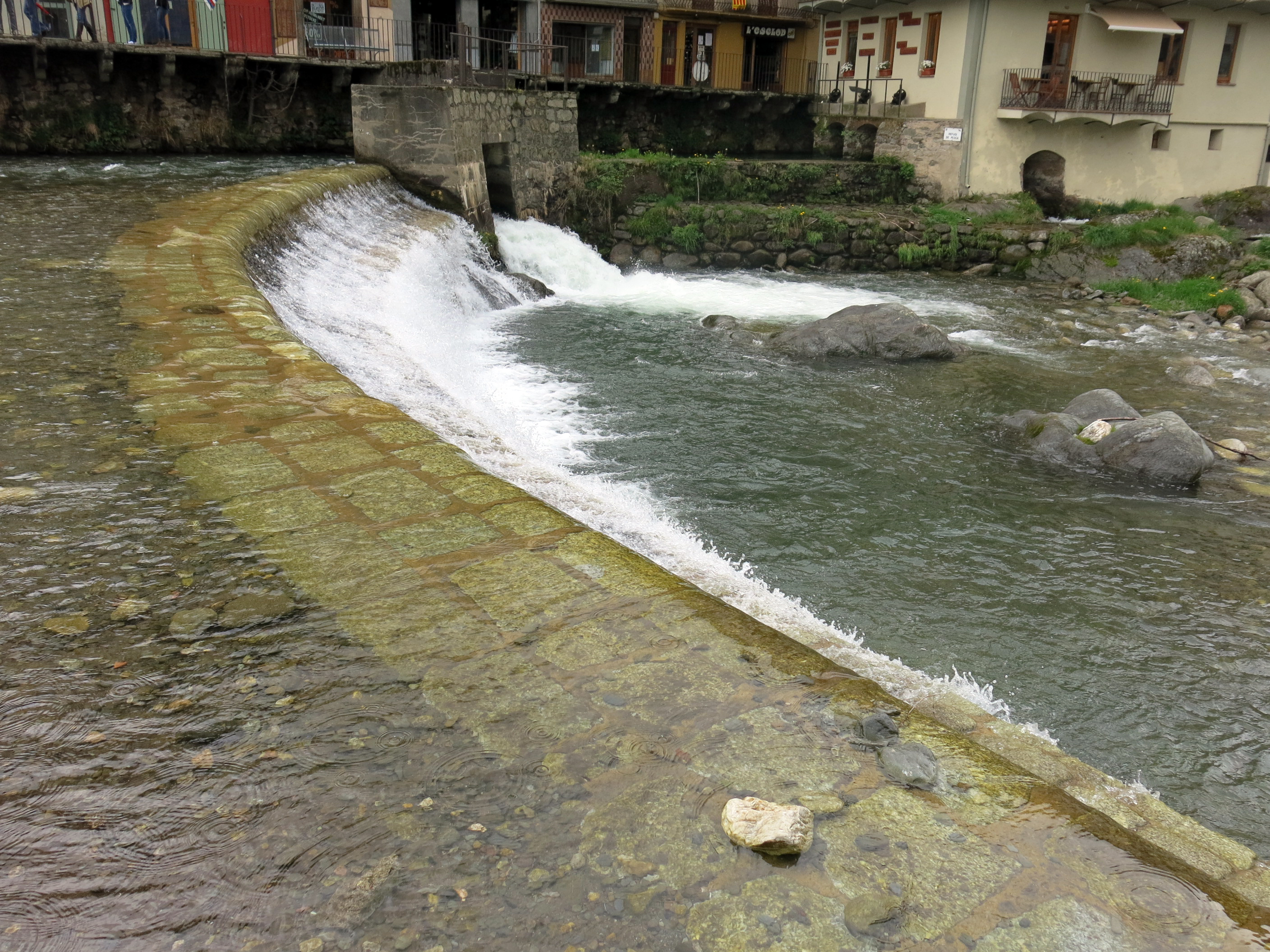
Река Тер в Кампродоне.
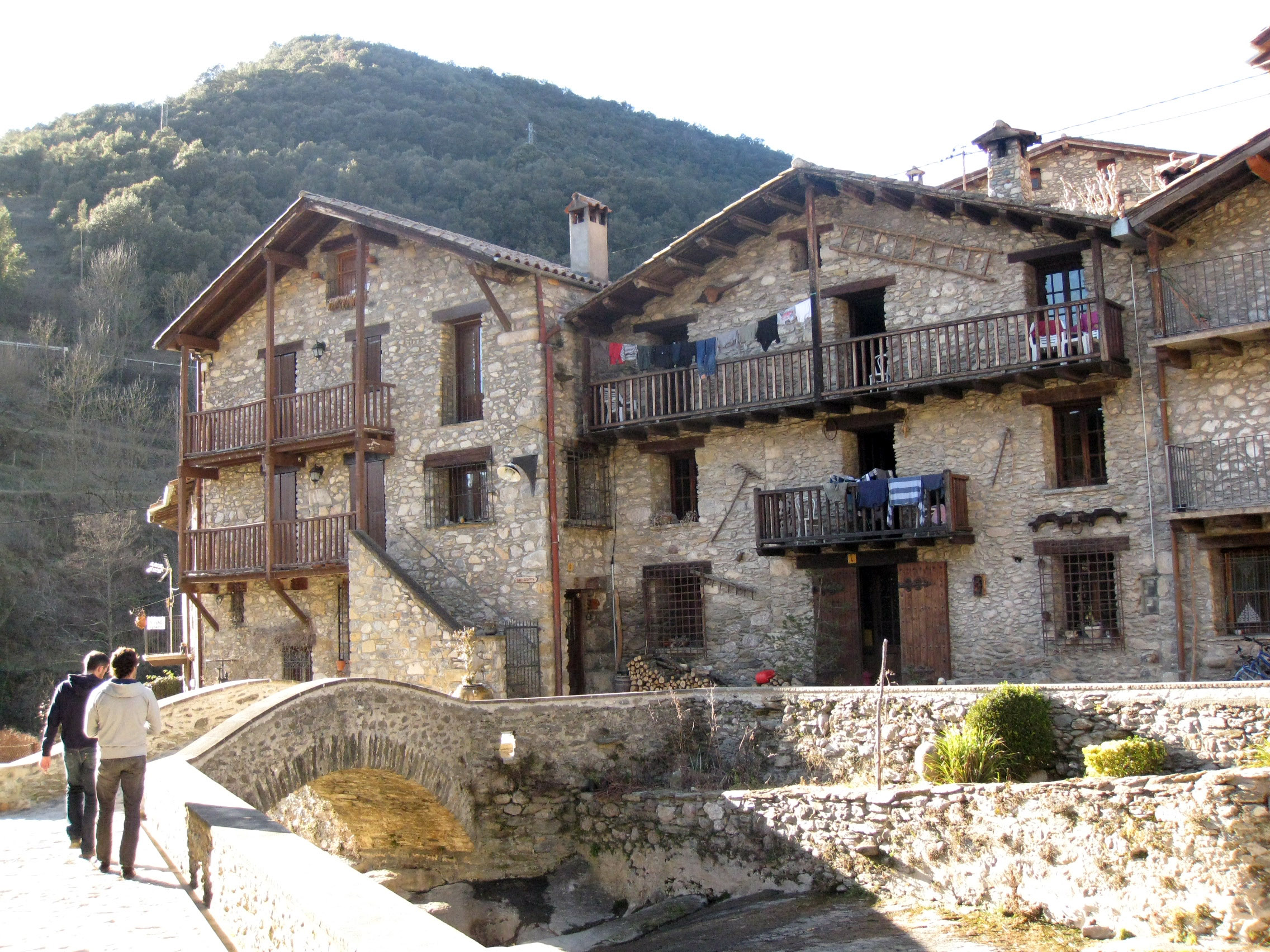
Старинные здания и мост. Поселение Бегет.
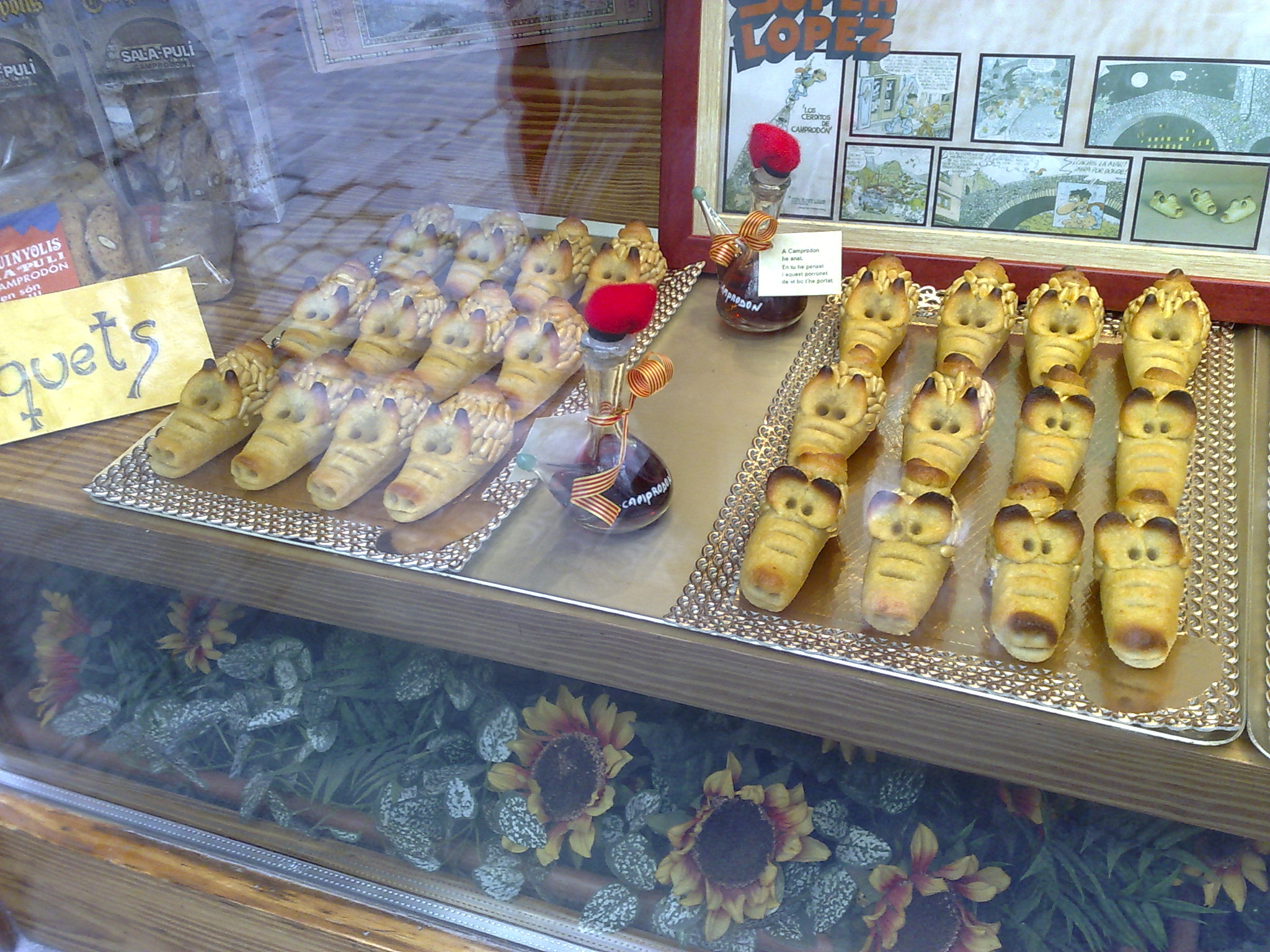
Традиционные Марципановые свинки на витрине магазина в Кампродоне.